# Insurrextion (2002)
Insurrextion — третье по счёту шоу Insurrextion, PPV-шоу производства американского рестлинг-промоушна World Wrestling Federation (WWF, ныне WWE). Шоу прошло 4 мая 2002 года на арене «Уэмбли» в Лондоне, Англия, и транслировалось исключительно в Соединённом Королевстве.
Шоу проводилось исключительно для рестлеров бренда Raw, что сделало его первым в истории промоушена эксклюзивным PPV для Raw. Данное шоу стало последним транслируемым в прямом эфире мероприятием, проводившимся под эгидой WWF. Из-за судебного иска Всемирного фонда дикой природы по поводу инициализации «WWF» в течение следующих двух дней промоушен незаметно сменил название на World Wrestling Entertainment (WWE). Начиная с эпизода Raw от 6 мая 2002 года, компания официально начала использовать название WWE.
Кроме того, на обратном рейсе в Соединённые Штаты, произошла серия печально известных инцидентов, которые известны как «Полёт из ада». Рестлеры Скотт Холл и Курт Хенниг были уволены после шоу за участие в инцидентах, в то время как Голдаст и Рик Флэр также получили выговор от компании за участие в других инцидентах во время полёта.

## Производство

### Предыстория
Начиная с 2000 года Insurrextion был ежегодным эксклюзивным pay-per-view для Соединённого Королевства, выпускаемым американским промоушеном World Wrestling Federation (WWF, ныне WWE). Шоу 2002 года стало третьим событием в хронологии Insurrextion и состоялось 4 мая на арене «Уэмбли» в Лондоне, Англия. Insurrextion 2002 года стал первым шоу, выпущенный в рамках разделения брендов, введённого в марте, которое разделило ростер на два отдельных бренда, Raw и SmackDown!, где рестлеры были назначены исключительно для выступлений. Мероприятие 2002 года, в свою очередь, было сделано эксклюзивным для рестлеров бренда Raw, который стал первым эксклюзивным PPV, выпущенным в рамках бренда Raw.

### Сюжетные линии
На шоу было задействовано по девять матчей профессионального реслинга и два матча на пре-шоу, в которых участвовали разные рестлеры из ранее существовавших сценариев вражды и сюжетных линий. Рестлеры изображали злодеев, героев или менее различимых персонажей в сценарных событиях, которые создавали напряжённость и завершались поединком по реслингу или серией матчей.

## Последствия
Insurrextion 2002 года был последним PPV, выпущенным под названием WWF, поскольку всего через два дня после события компания была переименована в World Wrestling Entertainment (WWE) . Изменение названия произошло в результате судебного процесса со стороны Всемирного фонда дикой природы по поводу инициализации «WWF».

### «Полёт из ада»
Во время обратного полёта в США произошла серия инцидентов, которые были названы «Полётом из ада», который был описан как один из самых печально известных скандалов в реслинге. Зафрахтованный самолёт «Боинг 747» включал в себе открытый бар, где многие рестлеры им баловались. Что привело к дальнейшим другим инцидентам, включая физические столкновения и сексуальные домогательства двух женщин-стюардесс, Таралин Каппеллано и Хайди Дойл. Скотт Холл ранее страдавшим алкоголизмом. Хотя у него не было матча на этом PPV, но вмешался в матч и выступал на хаус-шоу во время этого тура по Великобритании. В дополнение к розыгрышу других рестлеров с кремом для бритья, он рассказывал Дойле сексуально вульгарные вещи, прежде чем потерять сознание. Курт Хенниг, известный как шутник, также разыгрывал рестлеров с кремом для бритья, в том числе Брока Леснара, что привело к драке между ними, которая чуть не заставила их случайно открыть аварийный выход самолёта. Также много вульгарных вещей Каппеллано наговорил Голдаст, а позже включил систему громкой связи и начал петь песню для своей бывшей жены и партнёра по реслингу Терри Раннелса, который тоже была в самолёте. Кроме того, Рик Флэр выставил себя напоказ обеим стюардессам и якобы схватил их за руки и заставил прикоснуться к его интимным частям; Хотя все эти обвинения Флёр отвергал . После этого события и Холл, и Хенниг были уволены, в то время как Голдаст и Флэр получили выговор от компании. В 2004 году компании были поданы судебные иски от Каппеллано и Дойл, однако WWE урегулировала их дела во внесудебном порядке с обеими женщинами. Медиа компания Vice Media совместно с документальным сериалом «Dark Side of the Ring» осветила этот инцидент в сентябре 2021 года.

## Результаты
| №                                                | Матчи                                                                                | Тип матча                                              | Время |
| ------------------------------------------------ | ------------------------------------------------------------------------------------ | ------------------------------------------------------ | ----- |
| 1D                                               | Мистер Совершенство победил Голдаста                                                 | Одиночный матч                                         | -     |
| 2                                                | Роб Ван Дам победил Эдди Герреро (c) по дисквалификации                              | Титульный матч за интерконтинентальное чемпионство WWE | 11:24 |
| 3                                                | Триш Стратус и Жаклин победили Молли Холли и Джаз                                    | Командный матч                                         | 7:43  |
| 4                                                | Икс-пак победил Брэдшоу                                                              | Одиночный матч                                         | 8:49  |
| 5                                                | Букер Ти победил Стивена Ричардса (c)                                                | Хардкорный матч за Хардкорное Чемпионство WWE          | 9:50  |
| 6                                                | Харди Бойз (Мэтт и Джефф) победили Брока Леснара и Шона Стейзиака (с Полом Хейманом) | Командный матч                                         | 6:42  |
| 7                                                | Спайк Дадли (c) победил Уильяма Ригала                                               | Титульный матч за Европейское Чемпионство WWE          | 4:56  |
| 8                                                | Ледяная Глыба Стив Остин победил Биг Шоу                                             | Одиночный матч со специальным рефери Риком Флэром      | 15:00 |
| 9                                                | Трипл Эйч победил Гробовщика                                                         | Одиночный матч                                         | 14:31 |
| (с) — чемпион на момент поединка D — тёмный матч |                                                                                      |                                                        |       |

1. ↑  После матча Краш Холли (который не участвовал в первоначальном матче) удержал Букера Ти, который позже удержал Крэша, чтобы вернуть себе титул; Ричардс позже удержал Букера, чтобы вернуть титул себе.

## Экранный персонал
| Комментаторы - Джим Росс - Джерри Лоулер Интервьюеры - Терри Раннелс - Лилиан Гарсия Ринг Аноннсер - Говард Финкель | Реффери - Чад Паттон - Джек Доан - Ник Патрик - Джимми Кордерас - Эрл Хебнер |

## Cм. также
- Обратная сторона ринга («Самолет прямиком из ада»)